# Ikeda Hiromi
Ikeda Hiromi (池田 浩美; Hepburn: Ikeda Hiromi) (Hondzsó, 1975. december 22. –) japán válogatott labdarúgó.

## Klub
1995 és 2008 között a Tasaki Perule FC csapatában játszott. 236 bajnoki mérkőzésen lépett pályára és 15 gólt szerzett. 2008-ban vonult vissza.

## Nemzeti válogatott
1997-ben debütált a japán válogatottban. A japán válogatott tagjaként részt vett az 1999-es, a 2003-es, a 2007-es világbajnokságon, a 2004. és a 2008. évi nyári olimpiai játékokon. A japán válogatottban 119 mérkőzést játszott.

## Statisztika
| Japán válogatott | Japán válogatott | Japán válogatott |
| Időszak          | Mérk.            | gól              |
| ---------------- | ---------------- | ---------------- |
| 1997             | 6                | 0                |
| 1998             | 9                | 0                |
| 1999             | 8                | 0                |
| 2000             | 5                | 0                |
| 2001             | 10               | 3                |
| 2002             | 6                | 0                |
| 2003             | 11               | 1                |
| 2004             | 10               | 0                |
| 2005             | 9                | 0                |
| 2006             | 17               | 0                |
| 2007             | 16               | 0                |
| 2008             | 12               | 0                |
| Összesen         | 119              | 4                |

## Sikerei, díjai
Japán válogatott
- Ázsia-kupa:  Ezüst; 2001,  Bronz; 1997, 2008

Klub
- Japán bajnokság: 2003

Egyéni
- Az év Japán csapatában: 1999, 2000, 2001, 2002, 2003, 2004, 2005, 2006, 2007, 2008